# José Sepulcre Coves
José Sepulcre Coves (Elche, España, 2 de marzo de 1956) es un empresario español que ejerció el cargo de presidente del Elche C. F. entre 2006 y 2015. Además, fue miembro de la junta directiva de la Real Federación Española de Fútbol. Es hijo del que también fuera presidente del club dos décadas antes, José Sepulcre Fuentes.
Tomó posesión como presidente del Elche C. F. el 24 de enero de 2006 después de la dimisión de Ramón Sánchez. Hasta entonces había sido vicepresidente y de esa forma llegó a la presidencia del club.
En sus nueve años al frente de la entidad, consiguió un ascenso a Primera División tras 25 años de ausencia en la élite. A finales de abril de 2015, tras los problemas económicos e institucionales del club, presentó su dimisión de forma irrevocable, descendiendo a Segunda División de forma administrativa al club franjiverde con Juan Anguix como máximo mandatario.